# Ischalia atricornis
Ischalia atricornis is een keversoort uit de familie Ischaliidae. De wetenschappelijke naam van de soort is voor het eerst geldig gepubliceerd in 1938 door Pic.